# Искандиров, Мукаш Зулкарнаевич
Искандиров, Мукаш Зулкарнаевич (07.11.1960, с. Черноводск, Сайрамский р-н, Чимкентская обл., КазССР) — Герой Труда Казахстана (2015), экс-генеральный директор ТОО «Казфосфат».

## Биография
Родился 7 ноября 1960 года в селе Черноводск Сайрамского района Чимкентской области.
В 1982 году окончил Казахский химико-технологический институт.
С августа 1982 по сентябрь 1996 года работал на Новоджамбульском фосфорном заводе (г. Тараз) сначала мастером, затем старшим мастером смены, старшим мастером-технологом, начальником цеха № 5, заместителем секретаря, секретарём парткома, заместителем генерального директора по внешнеэкономической деятельности и сбыту.
С сентября 1996 по март 1998 года — генеральный директор ТОО «Арго».
С марта по август 1998 года — директор государственного казенного предприятия «Жамбылская хлебная компания».
С августа 1998 по ноябрь 1999 года — директор производственного кооператива НДФЗ.
С декабря 1999 по май 2000 года — директор филиала ТОО «Казфосфат» НДФЗ.
С мая 2000 по июль 2002 года — директор Департамента по маркетингу ТОО «Казфосфат».
С июля 2002 по февраль 2005 года — заместитель председателя правления ТОО «Казфосфат» по маркетингу и сбыту.
С февраля 2005 года по май 2021 года — генеральный директор ТОО «Казфосфат».

## Общественная деятельность
- Член Ассамблеи народа Казахстана РК
- Член совета национальных инвесторов при Президенте РК
- Член Президиума Палаты Предпринимателей РК
- Член НДП «Нұр Отан» с 2005 года, член Политсовета партии «Нур Отан» РК
- Член Бюро Политсовета партии «Нұр Отан» Жамбылской области
- Депутат Жамбылского областного Маслихата пятого созыва, председатель Постоянной комиссии областного Маслихата по вопросам развития отраслей промышленности, строительства, энергетики, транспорта, связи и предпринимательства
- Председатель регионального совета Палаты Предпринимателей Жамбылской области
- Председатель Общественного Совета ДВД Жамбылской области
- Член дисциплинарного совета Агентства Республики Казахстан по делам государственной службы и противодействию коррупции
- Заслуженный профессор ТарГУ

## Награды
Удостоен наград:
- Юбилейная медаль «10 лет независимости Республики Казахстан» (2001)
- Юбилейная медаль «10 лет Конституции Казахстана» (2005)
- Юбилейная медаль «10 лет Астане» (2008)
- Орден «Құрмет» («Почёт») (2008)
- Звание «Почётный гражданин города Тараз» (2010)
- Юбилейная медаль «20 лет независимости Республики Казахстан» (2011)
- Звание «Меценат образования — 2012» (2012)
- Звание «Лучший рационализатор года» (2012)
- Орден «Парасат» (2013)
- Почётный нагрудный знак «Химия өнеркәсібінің үздік қызметкері» (2013)
- Медаль «Ерен қызметі үшін» НДП «Нұр Отан» (2014)
- Юбилейная медаль «20 лет маслихатам Казахстана» (2014)
- Медаль «Почётный инженер Республики Казахстан» (2014)
- Орден «За заслуги перед химической индустрией России» I степени (2014, Российский союз химиков)
- Звание «Почётный гражданин Жамбылского района Жамбылской области» (2014)
- Юбилейная медаль «Қазақстан халқы Ассамблеясына 20 жыл» (2015)
- Юбилейная медаль «Қазақстан Конституциясына 20 жыл» (2015)
- Звание «Қазақстанның Еңбек Ері» с вручением знака особого отличия «Алтын жулдыз» и ордена «Отан» (2015)[3]
- Юбилейная медаль «25 лет независимости Республики Казахстан» (2016)[4]
- Звание «Почётный гражданин Жамбылской области»[5]
- Юбилейная медаль «20 лет Астане» (2018)[6]
- Юбилейная медаль «25 лет Конституции Казахстана» (2020 года)[7]